# Foksing
Foksing (nepalski: फोक्सिड) – gaun wikas samiti w zachodniej części Nepalu w strefie Lumbini w dystrykcie Gulmi. Według nepalskiego spisu powszechnego z 2001 roku liczył on 604 gospodarstw domowych i 3280 mieszkańców (1772 kobiet i 1508 mężczyzn).